# Simorcus okavango
Espèce
Simorcus okavango est une espèce d'araignées aranéomorphes de la famille des Thomisidae.

## Distribution
Cette espèce est endémique du Botswana.

## Description
La femelle holotype mesure 11,0 mm.

## Étymologie
Son nom d'espèce lui a été donné en référence au lieu de sa découverte, le delta de l'Okavango.

## Publication originale
- Van Niekerk & Dippenaar-Schoeman, 2010 : A revision of the spider genus Simorcus Simon, 1895 (Araneae: Thomisidae) of the Afrotropical region. African Entomology, vol. 18, p. 66-86.